# 帕拉代斯鎮區 (密歇根州)
帕拉代斯鎮區（英語：Paradise Township）是位於美國密歇根州大特拉弗斯縣的一個行政鎮區。

## 地方資料
帕拉代斯鎮區的面積為137.10平方千米，當中陸地面積為136.84平方千米，而水域面積為0.26平方千米。根據2020年美國人口普查的數據，當地共有人口1526人，而人口密度為每平方千米36.1人。